# Combretum wallichii
Combretum wallichii là một loài thực vật có hoa trong họ Trâm bầu. Loài này được DC. mô tả khoa học đầu tiên năm 1828.